# Carmen Verheul
Carmen Verheul (Weesp, 26 augustus 1972) is nieuwslezer en journalist.
Verheul leest voor de NOS op NPO Radio 2 de nieuwsbulletins. Ze is te horen in de radioprogramma's Jan-Willem Start Op! en Aan De Slag!. Daarvoor werkte ze voor radiozenders als Sky Radio en Radio Veronica.

## Loopbaan
Verheul begon haar carrière op 13-jarige leeftijd bij een jongerenprogramma op Radio Weesp. Later presenteerde ze een actualiteitenprogramma en verzorgde ze de eindredactie bij WeesperNieuws.
In 2003 werd Verheul nieuwslezer bij Novum, waar Arend Langenberg haar ontdekte. Hij haalde haar als nieuwslezer binnen voor Sky Radio, Radio Veronica en Classic FM. In 2007 stapte Verheul over naar de NOS om nieuws te gaan lezen en redactiewerk te doen.
Sinds 2010 is Verheul een van de vaste nieuwslezers op NPO Radio 2. Elke werkdag schuift ze bij dj's Jan-Willem Roodbeen en Bart Arens aan met het laatste nieuws. Ook is ze jaarlijks tijdens de NPO Radio 2 Top 2000 te horen. 

## Trivia
- In 2005 schreef Verheul samen met Bert Muns de thriller Het Rembrandt Complot.[1] Het verhaal speelt zich af in hun woonplaats Weesp en gaat over een niet eerder ontdekt werk van Rembrandt van Rijn.

- Op dinsdagochtend 27 oktober 2020 kreeg Verheul tijdens de ochtendshow Jan-Willem start op  in de studio's van NPO Radio 2 de RadioFreak-Award voor Beste Nieuwslezer uitgereikt.[2]